# Tomas Osmeña
Tomas "Tommy" Osmeña (Manilla, 26 juli 1948) is een Filipijns politicus. Osmeña was burgemeester van Cebu City van 1988 tot 1992 en van 2001 tot 2010. Bij de verkiezingen 2016 werd Osmeña opnieuw gekozen tot burgemeester van deze stad. Van 2010 tot 2013 was hij lid van het Filipijns Huis van Afgevaardigden namens het 2e kiesdistrict van Cebu City. Osmeña is de kleinzoon van voormalig president Sergio Osmeña, de zoon van voormalig senator Sergio Osmeña jr. en de jongere broer van senator Sergio Osmeña III

## Biografie
Tomas Osmeña werd op 26 juli 1948 geboren als zoon van Sergio Osmeña jr. en Lourdes dela Rama- Osmeña. Hij volgde zijn middelbareschoolopleiding aan de Sacred Heart School for Boys, waarna hij zijn Bacelor-diploma Agrarische Economie behaalde aan de Xavier University in Cagayan de Oro City. Later volgde hij nog de opleidingen Financieel Management en Internationale Handel aan de University of California in Los Angeles.
Tot zijn terugkeer in de Filipijnen in 1988 woonde en werkte Osmeña in de Verenigde Staten. Hij was onder meer de vicepresident van het bedrijf SEROS, Inc in Los Angeles. Ook was hij financieel analist bij de Foreign Credit Insurance Association.
In 1988, na zijn terugkeer in de Filipijnen, won Osmeña voor de eerste maal de burgemeestersverkiezing van Cebu City. Nadien werd hij nog vele malen herkozen. Hij was van 1988 tot 2010 vrijwel continu burgemeester van de stad, slechts onderbroken in de periode 1995 tot 1995. Bij de verkiezingen van 2010 werd Osmeña namens het 2e kiesdistrict van Cebu City gekozen in het Filipijns Huis van Afgevaardigden. In 2013 verloor hij de burgemeestersverkiezingen van Cebu City van zittend burgemeester Michael Rama. Drie jaar later slaagde hij er wel in de verkiezingen te winnen.